# Judith Holofernes
Judith Holofernes, pseudonimo di Judith Holfelder-Roy, nata Holfelder-von der Tann (Berlino, 12 novembre 1976), è una cantautrice e chitarrista tedesca.

## Biografia
Judith Holofernes ha raggiunto enorme successo come membro del gruppo Wir sind Helden, entrato in pausa nel 2012, dopo undici anni di attività. Da allora ha pubblicato due album in studio da solista, Ein leichtes Schwert e Ich bin das Chaos, che hanno raggiunto rispettivamente la 7ª e la 13ª posizione della classifica tedesca. Nel 2015 ha distribuito una raccolta di poesie, Du bellst vor dem falschen Baum, che inizialmente pubblicava sul suo blog.

## Discografia

### Album in studio
- 1999 – Kamikazefliege
- 2014 – Ein leichtes Schwert
- 2017 – Ich bin das Chaos

### EP
- 2014 – Pechmarie Live E.P.